# Bayerisches Landesarboretum
Koordinaten: 48° 24′ 48,9″ N, 11° 40′ 3,3″ O

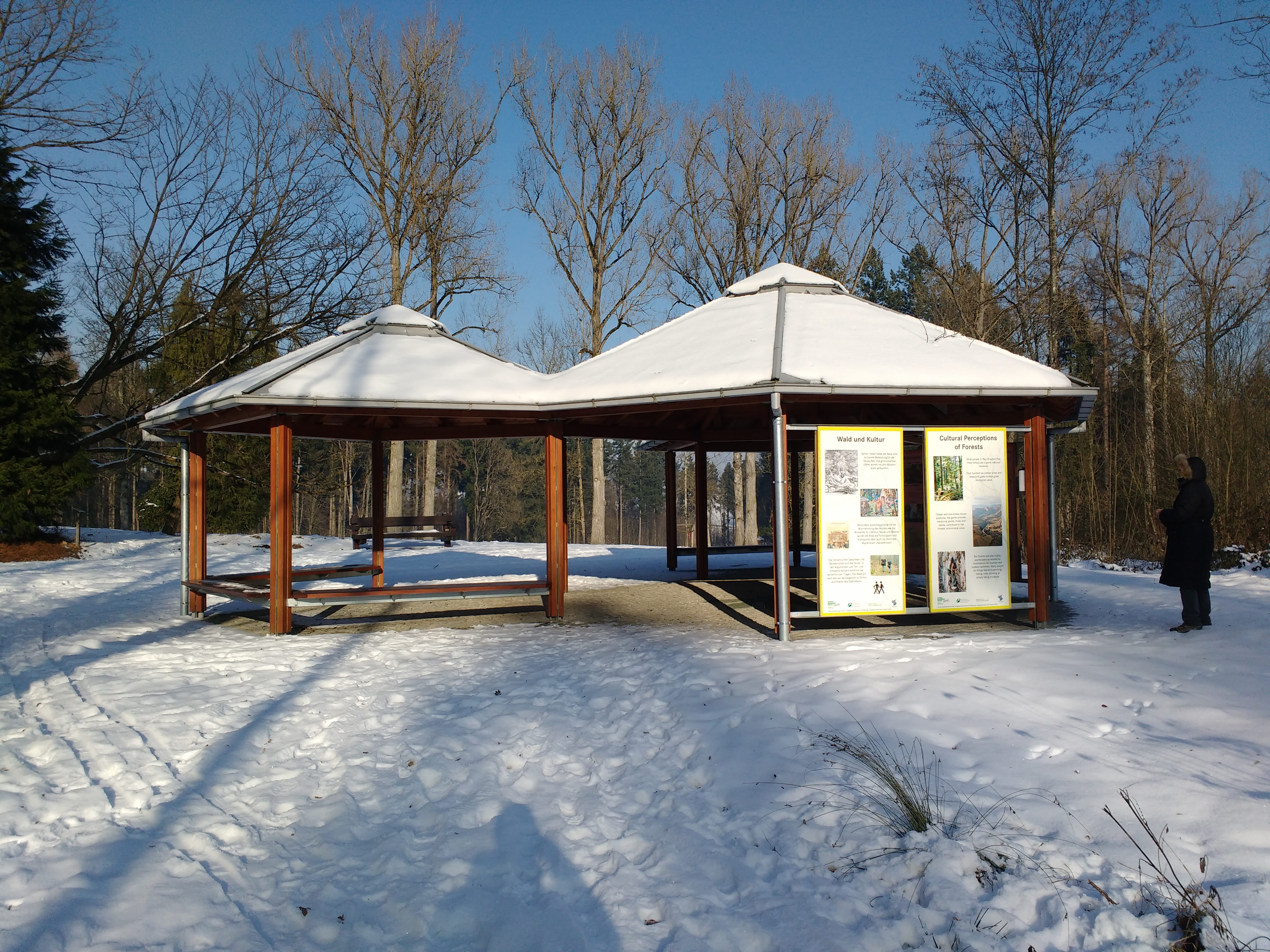
Der Informationspavillon im Landesarboretum

Das Bayerische Landesarboretum (auch Weltwald Freising) ist ein Arboretum im Kranzberger Forst zwischen Freising und Kranzberg.

## Geschichte
Das Arboretum entstand auf der Wüstung des Ortes Oberberghausen, von dem im Wesentlichen nur noch die Kirche St. Clemens erhalten ist. Der Grundbesitz wurde 1883 vom Staat erworben und die Gebäude in den Folgejahren abgebrochen. Neben einem Anschauungs- und Versuchsgarten für Weiden wurden auch auf großen Flächen Weidenkulturen angelegt. Da der wirtschaftliche Erfolg ausblieb, wurde das Gebiet ab etwa 1900 wieder aufgeforstet. Neben Fichten wurden auch einige exotische Bäume (z. B. Douglasie und Weymouth-Kiefer) gepflanzt.
1987 begann man mit den Pflanzungen für das heutige Arboretum. Die Orkane Wiebke und Vivian erschwerten die Arbeiten, da sie große Waldflächen verwüsteten. Ursprünglich vor allem für wissenschaftliche Zwecke der beiden Freisinger Hochschulen angelegt, wird das Arboretum seit 2011 unter dem Namen Weltwald der Öffentlichkeit geöffnet. Dazu wurden unter anderem Rundwege und Informationspavillons angelegt.

## Gliederung

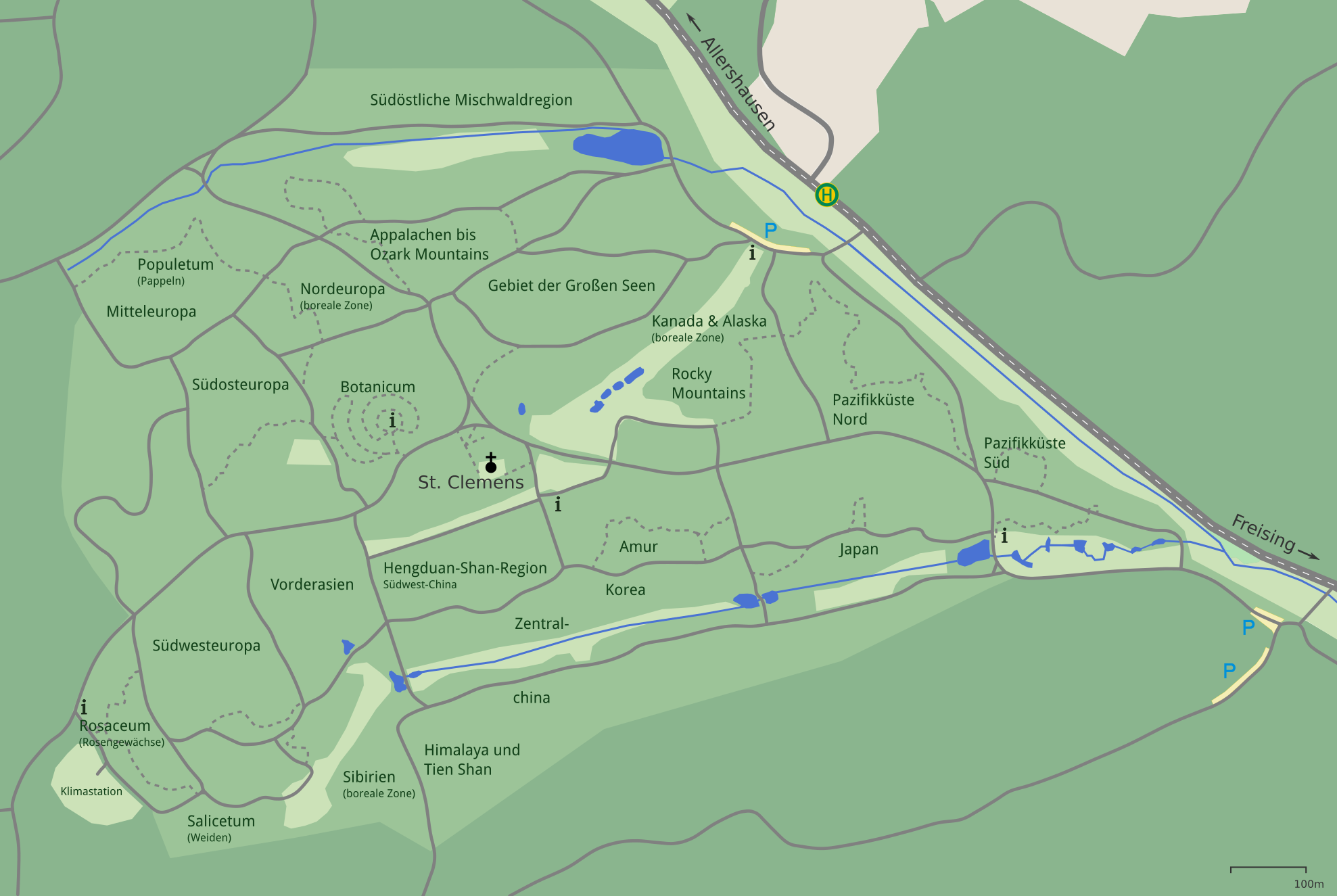
Übersichtskarte des Weltwaldes

Die Bäume sind im Weltwald nach deren Herkunft angeordnet. Neben den geografisch angeordneten Abteilungen gibt es noch Sonderquartiere für Pappeln (Populetum), Weiden (Salicetum) und Rosengewächse (Rosaceum). Im zentral gelegenen Botanicum sind Bäume und Büsche nach botanischen Kategorien angeordnet.

## Unterstützer
Unterstützer des Arboretums sind:
- Bayerisches Amt für forstliche Saat- und Pflanzenzucht
- Bayerische Landesanstalt für Wald und Forstwirtschaft
- Forstlicher Versuchsgarten Grafrath
- Bayerische Staatsforsten
- Ökologisch-Botanischer Garten der Universität Bayreuth
- Fakultät Wald- und Forstwirtschaft (HSWT)
- Studienfakultät Forstwissenschaft und Ressourcenmanagement (TUM)
- Förderverein Weltwald & Erlebnispfad Freising e.V.